# Mont des Cats (cervesa)
Mont des Cats és una cervesa trapenca de l'abadia de Mont des Cats, a França, però elaborada i embotellada a l'abadia de Notre-Dame de Scourmont, a Chimay, Bèlgica, pels monjos trapencs que ja fan la cervesa Chimay.
Mont des Cats és una cervesa d'estil Belgian Strong Dark Ale de 7.6 % vol., posada a la venda el 16 de juny de 2011.

## Història
Encara que històricament l'elaboració de cervesa trapenca a França es remunta a l'any 1847, l'aplicació de la llei sobre la separació de l'església i l'Estat de l'any 1905, va assestar un cop mortal a la producció, doncs gran part dels monjos cistercencs-trapencs van emigrar a Bèlgica, en particular a l'abadia de Sant Sixt de Westvleteren. El monestir i la fàbrica de cervesa van ser destruïts completament per un bombardeig a l'abril de 1918. La cerveseria mai es va arribar a reconstruir.
Aquesta cervesa difereix de les altres cerveses trapenques únicament pel fet que no està elaborada en la mateixa abadia del Mont des Cats. És per això que la cervesa Mont des Cats no pot rebre segons l'Associació Internacional Trapenca el logotip d' Authentic Trappist Product.